# Dean Devlin
Dean Devlin (ur. 27 sierpnia 1962 w Nowym Jorku) – amerykański scenarzysta, producent i reżyser pochodzenia żydowskiego i filipińskiego.

## Życiorys

### Wczesne lata
Devlin urodził się w Nowym Jorku jako syn aktorki Pilar Seurat i Dona Devlina, scenarzysty, aktora i producenta. Jego ojciec był Żydem, a jego matka Filipinką. Studiował na Uniwersytecie Południowej Kalifornii.

### Życie prywatne
Od 2003 roku jest żonaty z aktorką Lisą Brenner.